# Žeravino
Žeravino (en serbe cyrillique : Жеравино ; en bulgare : Жеравина) est un village de Serbie situé dans la municipalité de Bosilegrad, district de Pčinja. Au recensement de 2011, il comptait 16 habitants.
Žeravino est situé sur la frontière entre la Bulgarie et la Serbie.

## Démographie
| 1948 | 1953 | 1961 | 1971 | 1981 | 1991 | 2002 | 2011 |
| ---- | ---- | ---- | ---- | ---- | ---- | ---- | ---- |
| 178  | 176  | 152  | 152  | 68   | 34   | 21   | 16   |

|  |